# 조수원
조수원(1966년 11월 27일 ~ )은 대한민국의 드라마 외주제작사 스토리바인픽쳐스의 대표 및 감독이다.

## 경력
- 제이에스픽쳐스
- MBC 프로덕션
- 로고스필름 감독
- 스토리바인픽쳐스 現 대표 및 감독

## 작품
- 1999년 MBC 주말연속극《사랑해 당신을》
- 2000년 MBC 아침드라마 (매주 월,토 오전9시)《느낌이 좋아》
- 2000년 ~ 2001년 SBS 일요드라마 《메디컬 센터》
- 2001년 ~ 2002년 MBC 금요드라마 《우리집》
- 2001년 ~ 2002년 SBS 수목드라마 《피아노》
- 2002년 SBS 주말 특별기획 드라마 《라이벌》
- 2002년 ~ 2003년 SBS 수목드라마 《별을 쏘다》
- 2003년 SBS 수목드라마 《술의 나라》
- 2004년 SBS 주말드라마 《폭풍 속으로》
- 2004년 ~ 2005 SBS 월화드라마 《러브스토리 인 하버드》
- 2005년 MBC 월화드라마 《원더풀 라이프 (MBC)》
- 2005년 ~ 2006년 MBC 주말연속극 《결혼합시다》
- 2006년 tvN 월화드라마 《하이에나》 (메인 연출 입봉 작품[1])
- 2009년 SBS 수목드라마 《태양을 삼켜라》
- 2012년 ~ 2012년 SBS 주말 특별기획 드라마 《청담동 앨리스》
- 2013년 SBS 수목드라마 《너의 목소리가 들려》
- 2014년 tvN 금토드라마 《갑동이》
- 2014년 SBS 수목드라마 《피노키오》
- 2015년 SBS 주말 특별기획 드라마 《너를 사랑한 시간》
- 2016년 소후티비 웹 드라마, SBS 주말 특별기획 드라마 《고호의 별이 빛나는 밤에》
- 2018년 SBS 월화드라마 《서른이지만 열일곱입니다》
- 2019년 SBS 금토드라마 《의사요한》
- 2022년 SBS 금토드라마 《오늘의 웹툰》
- 2023년 TV CHOSUN 주말 미니시리즈 《나의 해피엔드》

### 수상 경력
- 2013년 제6회 코리아 드라마 어워즈 - 연출상 《너의 목소리가 들려》
- 2015년 제10회 서울 드라마 어워즈 - 한류드라마 우수 작품상 《피노키오》
- 2015년 제4회 에이판 스타 어워즈 - 연출상 《피노키오》